# Irena Ungar
Irena Ungar (z domu Kolankowska) (ur. 17 września 1916 w Jałówce k. Wołkowyska, zm. 16 września 2002 w Toronto) – polska działaczka społeczna i polonijna w Kanadzie.

## Życiorys
Od 1937 przez rok studiowała dziennikarstwo na Uniwersytecie Warszawskim, równocześnie pracowała w Agencji Telegraficznej Express. Po wybuchu II wojny światowej jako telegrafistka została razem z personelem ewakuowana do Rumunii, gdzie pracowała w Dziale Informacji Ambasady Polskiej oraz w Polskim Komitecie ds. Uchodźców. W 1940 przez Jugosławię i Włochy przedostała się do Francji, gdzie w ramach akcji Czerwonego Krzyża zajmowała się uchodźcami. W 1941 przez Portugalię wyruszyła do Kanady, gdzie od 1942 pracowała w Canadian Wooden Aircraft Company w Toronto. W 1944 poślubiła majora Wacława Jakuba Ungara (1909-1986), który był oficerem RAF. Od 1945 kierowała funduszem United Polish Relief Fund, który zbierał fundusze na wyposażenie ruchomych szpitali w Polsce. Po 1946 pracowała w Regional National Employment Services w Toronto, gdzie pomagała emigrantom w znalezieniu pracy w rolnictwie. W 1965 wyjechała na rok do Austrii, gdzie była pracownikiem konsularnym w Ambasadzie Kanadyjskiej w Wiedniu. Po powrocie do Kanady została zatrudniona w Ministerstwie Zatrudnienia i Emigracji jako doradca ds. osiedlenia. W 1972 została uhonorowana najwyższym kanadyjskim odznaczeniem cywilnym Order of Canada, rok później otrzymała tytuł sędziego pokoju i przez dziesięć lat pracowała w Court of Canadian Citizenship. Przez ponad trzydzieści lat była zaangażowana w wolontariat w wielu kanadyjskich i polonijnych organizacjach pomocowych m.in. Cancer Society, Community Folk Arts Council. Zasiadała w radzie Fundacji im. Mikołaja Kopernika oraz w Międzynarodowym Instytucie Metropolitarnym w Toronto. Otrzymała honorowe członkostwo w Stowarzyszeniu Inżynierów Polskich w Kanadzie oraz złote insygnia Royal Canadian Air Force Association. Razem z Henrykiem Słabym powołała do życia na Uniwersytecie w Toronto Fundusz na rzecz Programu Polskiej Literatury i Języka (Slaby and Ungar Fund for the Polish Language and Literature).